# Karvînivka, Dzerjînsk
Karvînivka (în ucraineană Карвинівка) este localitatea de reședință a comunei Karvînivka din raionul Dzerjînsk, regiunea Jîtomîr, Ucraina.

## Demografie
Componența lingvistică a localității Karvînivka
     Ucraineană (97,18%)
     Rusă (1,8%)
Conform recensământului din 2001, majoritatea populației localității Karvînivka era vorbitoare de ucraineană (97,18%), existând în minoritate și vorbitori de rusă (1,8%).